# أندريه رويسكي
أندريه رويسكي (بالبولندية: Andrzej Rojewski) مواليد 20 أغسطس 1985 في بولندا، هو لاعب كرة يد بولندي يلعب كظهير أيمن. يلعب حاليا مع نادي ماغديبورغ لكرة اليد ويحمل الرقم 5. مثل منتخب بولندا لكرة اليد. حقق المركز الثالث في بطولة العالم لكرة اليد للرجال 2015.

## الميداليات
| الميدالية | المسابقة                           |
| --------- | ---------------------------------- |
| برونزية   | بطولة العالم لكرة اليد للرجال 2015 |

## روابط خارجية
- أندريه رويسكي على موقع الاتحاد الأوروبي لكرة اليد (الإنجليزية)